# Kunowscy herbu Nałęcz
Kunowscy herbu Nałęcz – polski ród szlachecki, wywodzący się z Wielkopolski, działający też na Kujawach, Mazowszu, w województwie czernihowskim (wówczas w Koronie Królestwa Polskiego), Wielkim Księstwie Litewskim oraz Królestwie Prus. Protoplastą rodu był w XV wieku Myślimir z Kunowa (dziś gm. Łobżenica na Krajnie), wywodzący się z rodu herbowego Nałęczów. Wśród przedstawicieli rodu byli sędziowie, starostowie miast, sekretarze królewscy i inni urzędnicy, husarze, a w pruskiej linii rodowej pastorzy protestanccy, oficerowie (w tym generałowie) pruskiej armii, znani prawnicy, artyści itd.
Najbardziej znany przedstawiciel rodu z okresu Rzeczypospolitej Obojga Narodów to Jan Kunowski h. Nałęcz (błędnie przypisywany w niektórych herbarzach i współczesnych publikacjach do herbu Łodzia – jego potomkowie używali w Królestwie Prus, a potem w niepodległej Polsce, herby z wizerunkiem Nałęcza) – husarz, poeta, kartograf, starosta i wójt czernihowski, sekretarz królewski, kalwinista – dyrektor Jednoty Litewskiej, deputowany do Trybunału Głównego Wielkiego Księstwa Litewskiego. Po śmierci Jana Kunowskiego ród rozdzielił się na dwie linie – polską i pruską.

## Polska linia rodowa
Polska linia rodowa, po śmierci Jana Kunowskiego, wywodzi się od Franciszka Ferdynanda Kunowskiego h. Nałęcz (zm. przed 1712 r.) – pisarza skarbu koronnego, cześnika czernihowskiego i sędziego różańskiego. Jego syn z małżeństwa z Heleną – córką kasztelana wiskiego Adriana Żochowskiego (h. Brodzic) – Józef Kunowski h. Nałęcz był starostą nieszawskim. Ożenił się z Heleną Jaskólską (h. Leszczyc) i miał z nią trzy córki:
Katarzyna (zm. 1758) wyszła za Andrzeja Wilczyńskiego (h. Poraj), syna Kazimierza – pułkownika wojsk koronnych. Ich córka Anna wyszła za Augustyna Błociszewskiego (h. Ostoja, zm. 1796) – wśród potomków tej pary są m.in. powstańcy kościuszkowscy, listopadowi i styczniowi z rodu Błociszewskich h. Ostoja.
Anna (zm. po 1773 r.) wyszła za Stanisława Mierzewskiego (h. Leszczyc, syna Macieja – miecznika poznańskiego), a po jego śmierci – za Antoniego Brodzickiego (h. Brodzic, syna Stefana Stanisława – senatora I RP, kasztelana Kamienia Krajeńskiego oraz Rozalii Hozjusz h. wł. – siostry biskupa Stanisława Józefa Hozjusza).
Teresa miała dwóch mężów (o niepewnej przynależności herbowej): Stanisława Żurowskiego lub Żurawskiego oraz Benedykta Kamińskiego.

## Pruska linia rodowa
Syn Jana Kunowskiego h. Nałęcz – Samuel (ur. 1635 w Wielkim Księstwie Litewskim, zm. 1722 w Prenzlau), jako protestant, emigrował po potopie szwedzkim do Brandenburgii, stając się protoplastą linii rodowej, która rozrodziła się w Królestwie Prus. Jego syn, też Samuel, był pastorem protestanckim – ojcem Georga Sigismunda Kunowskiego, wybranego przez króla pruskiego Fryderyka II Wielkiego do elitarnej grupy pastorów zwanych „12 apostołami”, towarzyszącej armii pruskiej w trakcie pierwszej wojny śląskiej z Austrią. Georg Sigismund osiadł na Śląsku, obejmując probostwo w Bytomiu Odrzańskim. Małżeństwo Georga Sigismunda Kunowskiego z Dorotheą E. Kenkel (córką innego pastora protestanckiego) skutkowało powstaniem w Królestwie Prus dwóch nowych linii rodowych: protoplastą pierwszej był Georg August Kunowski (1757-1838) – superintendent, Pastor Primarius w Kościele Pokoju w Świdnicy, mąż Johanny Henrici. Drugą linię zapoczątkował Georg Friedrich Kunowski (1759-1819) – wysoki urzędnik (tajny radca ds. wojennych) w pruskim Ministerstwie Sprawiedliwości, który otrzymał pruski indygenat, a ożenił się z Anną Reinbeck (córką pastora, wnuczką doktora teologii Johanna Gustava Reinbecka, 1683-1741).

### Potomkowie pastora Georga Augusta Kunowskiego
- Georg Karl Friedrich Kunowsky/Kunowski (ur. 1786 w Bytomiu Odrzańskim, zm. 1846 w katastrofie kolejowej) – znany obywatel XIX-wiecznego Berlina, prawnik, zarządca teatru, syndyk kolei, topograf i geolog, astronom (jego imieniem nazwano dwa kratery – na Księżycu i Marsie)[6][7]. Ożenił się ze swoją kuzynką Luise L.E. Kunowski. Jego syn Georg August Adolf Konstanz von Kunowski (1825-1903) był dyrektorem huty Vulkan w Bytomiu.
- Georg August Eduard von Kunowski (ur. 1795 w Bytomiu Odrzańskim, zm. 1870 w Berlinie)[8] – generał piechoty w armii pruskiej, wraz z wojskową emeryturą otrzymał Krzyż Wielki Orła Czerwonego z Liśćmi Dębu. Ożenił się w 1827 r. w Berlinie z córką innego generała pruskiego – Rosą Berthą Mathilde Braun. Miał czterech synów:
  - Georg Eduard Albrecht von Kunowski (1828-1907) emigrował do Argentyny i Chile. W Ameryce Południowej dwukrotnie się żenił, zostawiając liczne potomstwo.
  - Georg Karl Moritz (1831-1917) został generałem piechoty w pruskiej armii, był masonem, ożenił się w Anglii z Jane Bolton Alcock[9].
  - Georg Friedrich Konrad von Kunowski (1833-1906) był rotmistrzem w pruskiej armii, żenił się dwukrotnie: w Anglii z Grace Alcock, a po jej śmierci z Elisabeth E.M. Büttner. Dzieci z pierwszego małżeństwa to m.in.: Georg Konrad Albrecht von Kunowski (1864-1933) – doktor nauk medycznych, dyrektor szpitala psychiatrycznego w Rybniku, a ponadto stenograf (wraz z bratem Georgiem Richardem Felixem stworzył system „Nationalstenografie”, używany w Niemczech aż do przejęcia władzy przez nazistów w 1933 r.); Goerg Moritz Lothar von Kunowski (1866-1936)[10] – malarz, profesor Akademii Sztuk w Düsseldorfie, ożenił się z malarką Gertrudą Eberstein (ur. 1877 w Bydgoszczy, zm. 1960 w Schönau am Königssee)[11].
  - Georg August Richard von Kunowski (1836-?) był kapitanem w pruskiej artylerii, ożenił się z Luise N. Hartmann.
- Georg Moritz von Kunowski (ur. 1802 w Świdnicy, zm. 1866 we Frankfurcie nad Odrą) był radcą prawnym, pełnił funkcje dyrektorskie w kilku pruskich sądach. Jego pierwszą żoną była kuzynka Levina von Kunowski, zaś drugą Klara von Berg[12].

### Potomkowie Georga Friedricha Kunowskiego
- Luise Leopoldine Eleonore Kunowski (ur. 1789 w Berlinie, zm. 1862 we Wrocławiu) – żona wspomnianego wyżej Georga Karla Friedricha Kunowsky’ego/Kunowskiego[6].
- Otto Friedrich Wilhelm von Kunowski (ur. 1791 w Berlinie, zm. 1864 w Bechlinie/Neuruppin) – oficer armii pruskiej, pierwszy w rodzie „von Kunowski” (otrzymał pruskie szlachectwo 18 października 1818 r. w Akwizgranie z rąk króla pruskiego Fryderyka Wilhelma III), posiadał majątek w Bechlinie (Neuruppin). Był dwukrotnie żonaty: z Elise Bügel (córką bogatego niemiecko-duńskiego handlowca), a po jej śmierci wziął ślub w 1822 roku w Poczdamie z Karoline Elise Auguste von Langenn, wnuczką pruskiego generała. Owocem pierwszego małżeństwa był syn Friedrich von Kunowski (1820-1864) – radny miasta Berlina. Z drugiego małżeństwa narodziło się przynajmniej sześcioro dzieci, które dożyły wieku dorosłego[1]:
  - Otto Friedrich Leopold von Kunowski (1824-1907) był prawnikiem, prezesem sądu okręgowego we Wrocławiu (wówczas Breslau), ożenił się z Marie Albrecht, z którą miał przynajmniej cztery córki – wszystkie wyszły za pruskich oficerów.
  - Leopold Friedrich August von Kunowski (1826-1898) też był prawnikiem, prezesem sądu krajowego w Bielefeld, ożenił się z Anną Roether. Ich synowie wybierali kariery prawniczą lub oficerską.
  - Georg Friedrich Wilhelm von Kunowski (1829-1890) był oficerem w armii pruskiej, a później komisarzem okręgowym w Nekli. Ożenił się z Albertine Tepper von Trzeboń-Ferguson (krewną znanego bankiera Piotr Teppera-Fergusona), z którą miał kilkoro dzieci: Gabriele Georgette Magdalena Luise (1861-?) wyszła za architekta Kurta von Hertzberga; Georg Albert August von Kunowski (ur. 1865 we Wiewiórczynie, po 1918 r. używał nazwiska Nałęcz-Kunowski, zm. 1939) – ordynat w Trzeboniu, ożenił się z Heleną Rummler, a po jej śmierci z księżną Idą Różą Sułkowską (h. Sulima). Po rozpadzie tego małżeństwa miał z Anną Sajną (z d. Hyżą – jej mąż Bronisław Sajna zaginął w czasie pierwszej wojny światowej) nieślubnego syna, któremu dał na imię Mieczysław (z jego małżeństwa z Wandą Zarębą, siostrą biskupa Jana Zaręby, pochodzi bydgoska rodzina Sajnów, m.in. medioznawca dr hab. Radosław Sajna-Kunowsky, profesor UKW)[1].
  - Waldemar Friedrich von Kunowski (1833-1919) był kapitanem w pruskiej piechocie, ożenił się z Magdaleną Philippine Wilhelmine von Lehmann. Ich najstarszy syn Helmuth Friedrich August Otto von Kunowski (ur. 1862 w Gnieźnie) był rotmistrzem w pruskiej kawalerii, zaś dwoje młodszych dzieci – Auguste Elise Maria Magdalena (1866-?) i Wilhelm Max Georg Waldemar (1873-?) urodziło się w Bydgoszczy (wówczas Bromberg) i było właścicielami ziemskimi w Olesznie.
  - Friedrich Albert August Wilhelm von Kunowski (1836-1883) był majorem w pruskiej armii, ożenił się z Helene von Bethe. Ich synowie byli oficerami w pruskiej armii, zaś jedna z córek – Wanda von Debschitz-Kunowski (1870-1935) była znaną fotografką portretową, żoną malarza Wilhelma von Debschitza. Reinhold Friedrich August von Kunowski (1841-1910) był porucznikiem w piechocie Landwehry, ożenił się z Mariettą Bahre[12].